# つる平
株式会社つる平（つるへい）は、福岡県北九州市小倉南区に本社を置く菓子メーカーである。

## 概要
1923年（大正12年）創業。主に駅や空港などで販売される土産菓子を製造する。また、北九州市および行橋市に直営店舗4店舗を展開している。

## 主な商品
- 小倉日記
- ぽんつく
- こくら太鼓
- 小倉まんじゅう
- 栗饅頭

他

## 沿革
- 1923年（大正12年）7月 - 初代原田午吉が旧小倉市(現在の北九州市小倉北区)中島にて和菓子屋を創業
- 1950年（昭和25年）8月 - 原田製菓株式会社設立
- 1970年（昭和45年） - 「小倉日記」発売
- 1973年（昭和48年） - 「小倉日記」が全国菓子博覧会にて技術優秀賞を受賞
- 1975年（昭和50年） - 株式会社つる平に社名変更平成 2年
- 1990年（平成2年） - 「ぽんつく」発売

## 店舗
- 本社 - 北九州市小倉南区下曽根新町　本社工場の県道側に店舗があり、アウトレット商品も販売している。
- アミュプラザ店 - 北九州市小倉北区浅野（アミュプラザ)
- 門司店 - 北九州市門司区柳町（ゆめマート門司店）
- 行橋店 - 行橋市西宮市（ゆめタウン行橋）